# 法羅皮利亞

法羅皮利亞（葡萄牙語：Farroupilha）是巴西的城鎮，位於該國南部，由南里奧格蘭德州負責管轄，始建於1934年12月11日，面積359平方公里，海拔高度783米，2014年人口71,281，人口密度每平方公里198.55人。